# Wenelin Filipow
Wenelin Filipow (auch Venelin Filipov geschrieben, bulgarisch Венелин Филипов; * 20. August 1990 in Burgas, Bulgarien) ist ein bulgarischer Fußballspieler. Filipow wechselte in der Winterpause der Saison 2010/11 zum bulgarischen Erstligisten FC Tschernomorez Burgas.